# Входо-Иерусалимская церковь (Нижний Тагил)
Входо-Иерусалимская церковь — бывший православный храм в Нижнем Тагиле. Заложен в 1764 году, снесён около 1930 года.

## История
Входо-Иерусалимская церковь (Собор Входа Господня в Иерусалим) в Нижнем Тагиле представляла собой каменный, трёхпрестольный храм в византийском стиле. Заложен он был как приходская церковь в 9 июня 1764 году. строительство храма вел ярославский крестьянин Яков Иванович Колоколов с товарищами. Строительство храма шло около 12 лет. Строился храм из «подпяточного» кирпича с яичными белками и известковой мукой. Кирпич испытывали на прочность путём сбрасывания с высоты в пятую часть от высоты здания церкви. При строительстве также применялись чугунные балки с вплавленным железным стержнем.
Храм строился на средства заводовладельцев Демидовых. Он имел в плане форму креста и представлял собой каменное одноэтажное здание с трехъярусной колокольней высотой в 51 метр. На верхнем ярусе колокольни было пять колоколов. В среднем ярусе находились девять колоколов, включая один весом в 560 пудов.
Главный престол храма был освящен 22 ноября 1776 года в честь Входа Господня в Иерусалим. Левый придел освящен во имя великомученника Никиты 13 февраля 1771 года. Правый придел в честь Рождества Христова освящён 28 января 1773 года. Престолы изготавливались из железа, обложенного деревом.
В алтаре были литургийные сосуды из чистого золота, напрестольный крест и богослужебные предметы, пожертвованные Н Н Демидовым. Храм был украшен чугунными скульптурами на библейские темы. Художественное литьё для церкви изготовил мастер Осип Шталмеер и его ученик Тимофей Ярулин (Сизов). Они же выполнили иконостас и плиты для пола. Иконы для иконостаса собора писались в Петербурге мастерами Федором Зыковым и Федором Дворниковым.
С 11 мая 1912 года Входо-Иерусалимская церковь получила статус собора. После революции 1917 года храм был открыт несколько лет. В конце 1920-х его закрыли и передали в ведение Тагильскому обществу изучения местного края. В соборе работал художественный отдел Нижнетагильского краеведческого музея, позднее власти намеревались создать здесь центр атеистической пропаганды.
В 1922 году из храма было изъято 97 кг золота. В 1923 году это был кафедральный собор епископа Льва (Черепанова). С 1925 года и до закрытия это был кафедральный собор Нижнетагильских обновленческих архиереев.
В 1936 году местные власти приняли решение разрушить храм, что и было сделано. 
12 октября 1997 году на месте собора был установлен памятный крест.

## Галерея

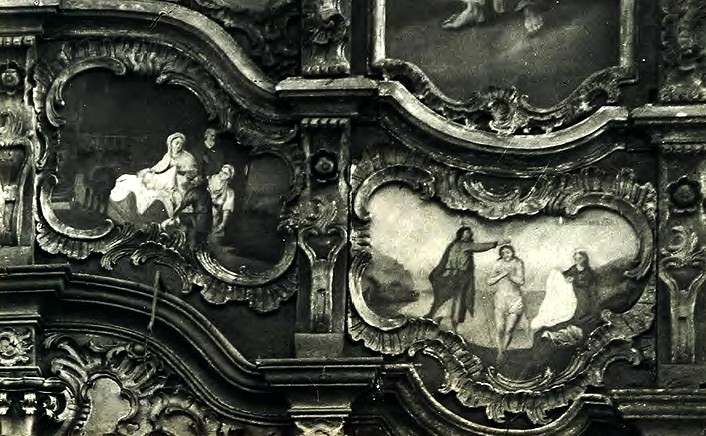
Иконы «Рождество Христово» и «Крещение Христа»
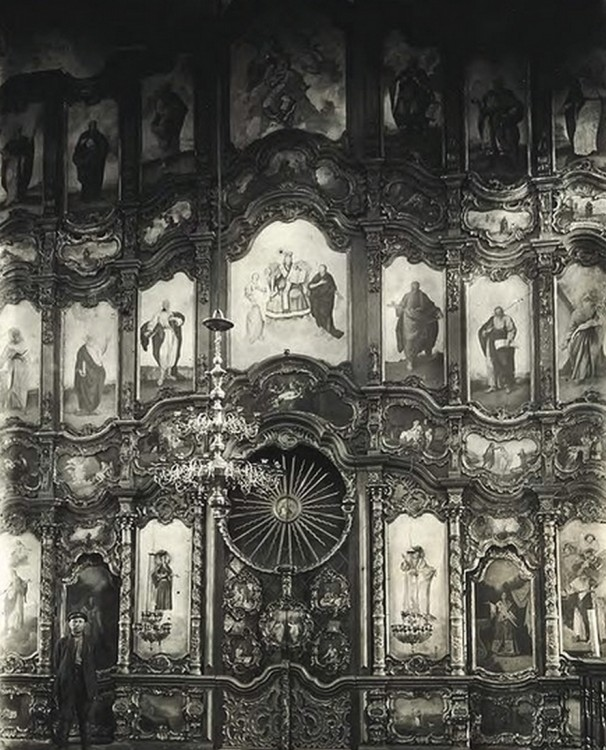
Иконостас Собора Входа Господня в Иерусалим, 1901
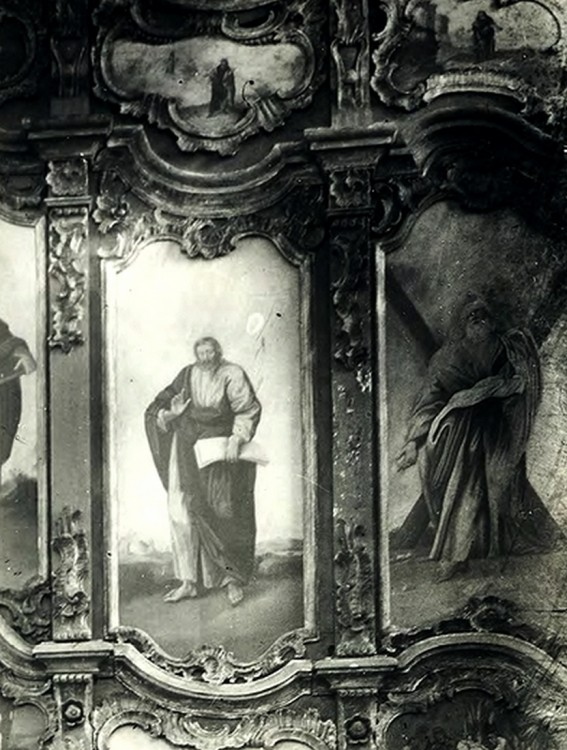
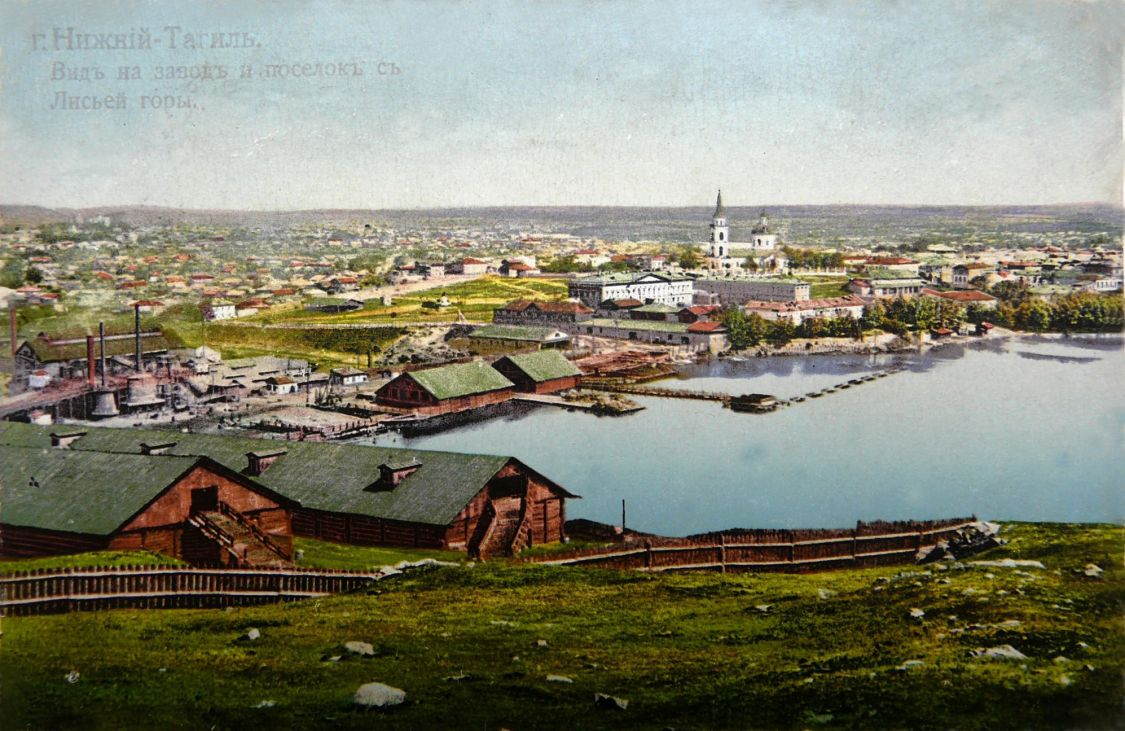
Вид на Собор Входа Господня в Иерусалим
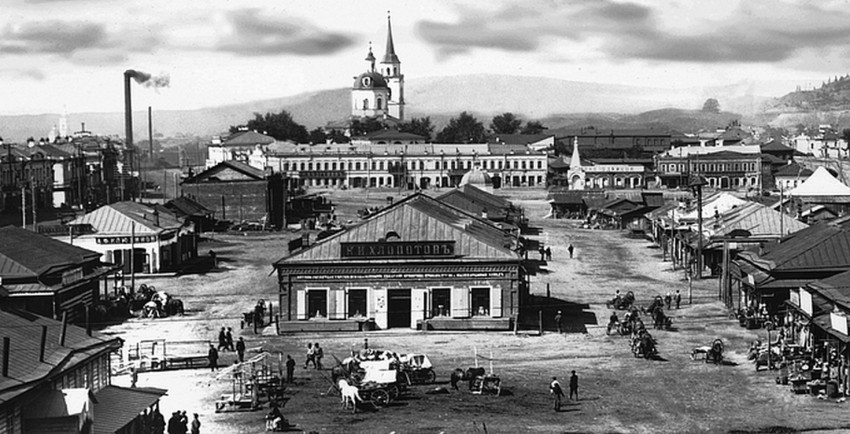
Вид на Собор Входа Господня в Иерусалим